# Mama 'e su Sole
Mama 'e su Sole è una creatura tipica del folklore sardo, nata per mettere in guardia i bambini dal rischio di restare al sole nelle ore più calde della giornata. Concettualmente è simile all'uomo nero o al gatto mammone.

## La leggenda
La leggenda di Sa Mama 'e su Sole è conosciuta nella tradizione di quasi tutta la Sardegna.
Sa Mama 'e su Sole [pron.  sa Mama 'e su Sole, con la s dolce] (la Madre del Sole) è identificata con una donna bellissima che appare d'estate, dopo mezzogiorno fino circa alle 16 del pomeriggio (le ore più calde della giornata). La leggenda dice che se la Mama 'e su Sole incontra un bambino per strada a giocare, disubbidendo ai genitori, lo rincorreva fino a raggiungerlo, gli tocca la fronte lasciandogli un segno e subito il bambino viene assalito da una febbre (halentura), che dura alcuni giorni.

## Spiegazione
È una creatura fantastica utilizzata per spaventare i bambini che vogliono uscire nei pomeriggi estivi, quando il sole è troppo forte, con il rischio di prendere una grave insolazione. Per questo i bambini, impauriti, facevano i bravi e rimanevano in casa finché il caldo più forte non era calato.
Venne creato questo personaggio, anche per spiegare il fenomeno della febbre, dovuta in seguito a una prolungata esposizione al sole in un periodo di forte canicola. 

## Altre figure simili a sa Mama 'e su Sole
In alcuni paesi della  Sardegna, oltre a sa Mama 'e su Sole, si narra che esistesse anche sa Mama 'e su Frittu [pron. sa Mamma 'e su Vrittu] (la Madre del Freddo), sua sorella e controparte invernale.
Poi c'erano sa Mama 'e su Fogu [pron. sa Mamma 'e su Vógu] (la Madre del Fuoco), per spiegare ai bimbi il fenomeno degli incendi, e sa Mama 'e su Ventu [pron. sa Mamma 'e su Ventu] (la Madre del Vento), la quale appariva quando soffiavano il forte Maestrale o la Tramontana.